# Te Anau
Te Anau je mesto v regiji Southland na Južnem otoku Nove Zelandije. V maorščini Te-Anau pomeni kraj vrtinčastih voda. Je na vzhodni obali jezera Te Anau v Fiordlandu. Te Anau je 155 kilometrov severno od Invercargilla in 171 kilometrov jugozahodno od Queenstowna (po državni cesti 6). Manapouri leži 21 kilometrov južneje. Te Anau leži na južnem koncu Milford Road, (državna cesta 94) 117 kilometrov južno od Milford Sound / Piopiotahi.

## Zgodovina
Prva Evropejca (C.J. Nairn in W.J. Stephen), ki sta obiskala jezero, so leta 1852 vodili maorski vodniki. Jezero je bilo prvič uradno pregledano leta 1863. Okrožje je bilo pregledano leta 1893. To je bilo kmalu po odprtju pohodne poti Milford Track. Mesto je začelo zares rasti šele po odprtju predora Homer in ceste do Milforda leta 1953.

## Demografija
Te Anau obsega 5,53 km² in je imel junija 2022 ocenjenih 2970 prebivalcev z gostoto prebivalstva 455 ljudi na km².
Te Anau je imel ob popisu prebivalstva na Novi Zelandiji leta 2018 2538 prebivalcev, kar je povečanje za 537 ljudi (26,8 %) od popisa leta 2013 in povečanje za 603 ljudi (31,2 %) od popisa leta 2006. Bilo je 987 gospodinjstev. Bilo je 1263 moških in 1278 žensk, kar pomeni razmerje med spoloma 0,99 moških na žensko.
Etnične pripadnosti: bilo je 82,9 % Evropejcev/Pākehā, 8,4 % Maorov, 1,1 % pacifiških ljudstev, 11,8 % Azijcev in 3,8 % drugih etničnih skupin (skupno število več kot 100 %, saj so se ljudje lahko identificirali z več etničnimi skupinami).
Delež ljudi, rojenih v tujini, je bil 25,2 % v primerjavi s 27,1 % v državi.
Čeprav so nekateri ljudje nasprotovali navedbi svoje vere, jih 58,9 % ni bilo veroizpovedi, 30,6 % je bilo kristjanov, 1,4 % hindujcev, 0,5 % muslimanov, 0,7 % budistov in 2,1 % drugih veroizpovedi.

### Whitestone
Whitestone je statistično območje, ki obdaja Te Anau in obsega 91,17 km². Junija 2022 je imelo ocenjenih 700 prebivalcev z gostoto prebivalstva 7,7 ljudi na km².
Whitestone je imel ob popisu prebivalstva na Novi Zelandiji leta 2018 618 prebivalcev, kar je povečanje za 78 ljudi (14,4 %) od popisa leta 2013 in povečanje za 240 ljudi (63,5 %) od popisa leta 2006. Bilo je 231 gospodinjstev. Bilo je 315 moških in 303 ženske, kar pomeni razmerje med spoloma 1,04 moških na žensko.
Etnične pripadnosti: bilo je 96,1 % Evropejcev/Pākehā, 10,2 % Maorov, 0,0 % pacifiških ljudstev, 1,9 % Azijcev in 1,9 % drugih etničnih skupin (skupni seštevek znaša več kot 100 %, saj so se ljudje lahko identificirali z več etničnimi skupinami).
Delež ljudi, rojenih v tujini, je bil 14,1 % v primerjavi s 27,1 % v državi.
Čeprav so nekateri ljudje nasprotovali navedbi svoje veroizpovedi, jih 60,7 % ni veroizpovedi, 33,5 % jih je bilo kristjanov, 0,5 % budistov in 0,0 % drugih veroizpovedi.

## Gospodarstvo
Turizem in kmetijstvo sta glavni gospodarski dejavnosti na tem območju. Leži tako kot na mejah narodnega parka Fiordland in je prehod v območje divjine, ki slovi po potepanju in spektakularni pokrajini. Številni turisti prihajajo v Te Anau, da obiščejo slavna bližnja fjorda Milford Sound / Piopiotahi in Doubtful Sound / Patea. Obiskovalci območja se prav tako udeležujejo dejavnosti, kot so vožnja s kajakom, kolesarjenje, vožnja z vodnimi čolni, ribolov in lov, ogledi kmetij in ogledi s hidroplanom/helikopterjem. Leta 2014 so bralci novozelandske revije Wilderness izglasovali Te Anau kot najboljšo lokacijo na Novi Zelandiji za možnosti za pohodništvo. Mesto ima široko ponudbo nastanitev, saj je poleti na voljo več kot 4000 postelj.

## Geografija
Jezero Te Anau je največje jezero na Južnem otoku in na Novi Zelandiji takoj za jezerom Taupō. Gorski verigi Kepler in Murchison, ki se dvigata na zahodni strani jezera Te Anau, sta razvidni iz večine Te Anau. Lokalno najdemo tudi številne vrste ptic. Urad Department of Conservation v Te Anau je aktiven pri zaščiti ogroženih domorodnih ptic.

## Zanimivosti
Muzej starodobnih strojev Fiordland ima v svoji zbirki razstave o zgodnji zgodovini mesta Te Anau, kovačnico, 60 delujočih traktorjev, grederje, motorna kolesa in prvo šolsko zgradbo mesta Te Anau.
Mesto se pogosto uporablja kot izhodišče za popotnike, ki se podajo na pohodno pot Milford Track ali Kepler Track, pri čemer je slednja 4-dnevna zanka iz Te Anaua.
Te Anau vsako leto v začetku decembra gosti tekmovanje Kepler Challenge.
Lokalna znamenitost so jame Te Ana-au čez jezero Te Anau iz mesta. Jame vključujejo podzemno jamo svetlečih črvov, ki si jo je mogoče ogledati s čolna punt med dnevnimi vodenimi ogledi.
Zavetišče za ptice Te Anau ali Punanga Manu o Te Anau je na južni obali jezera Te Anau. Mogoče je videti takahē, kako, papagaje z otoka Antipodi, whio in druge avtohtone ptice.
Pot Lake2Lake je kolesarska pot, ki se začne pri Te Anau in sledi reki Waiau do jezera Manapouri. Pot je dolga 28,5 kilometrov. Gorsko kolesarski park ima vrsto poti.
RealNZ Fiordland Community Events Center ima 300 kvadratnih metrov veliko plezalno steno, balvansko steno, pokrita igrišča za športe, kot so netball, košarka, odbojka, badminton.
Golf klub Te Anau je na 169 Golf Course Road in golf igrišče z 18 luknjami gleda na jezero Te Anau.